# Masquerade (ER)
Masquerade is de vijfde aflevering van het vijfde seizoen van de televisieserie ER, die voor het eerst werd uitgezonden op 29 oktober 1998.

## Verhaal
Het is Halloween en de studenten geneeskunde vieren een feestje in hun flat, dr. Carter is toezichthouder. Op het einde van het feest loopt de situatie uit de hand en dr. Carter maakt er een eind aan en stuurt iedereen naar huis. Een paar studentes blijven achter samen met Lucy Knight. Dan blijken er twee bewusteloos te zijn door alcoholvergiftiging en Knight roept dr. Carter erbij. Ze worden met spoed naar het ziekenhuis gebracht, dit gebeuren verstoort de relatie tussen dr. Carter en Knight.
Er komt een mogelijke kandidaat uit New York voor de post van hoofd spoedeisende hulp naar het ziekenhuis om mee te kijken, dit tot frustratie van dr. Weaver.
Dr. Greene behandelt een patiënte met schizofrenie en maakt een pijnlijke vergissing: hij ziet over het hoofd dat zij zwanger is. Ondertussen ontdekt hij dat zijn ex-vrouw met hun dochter Rachel naar Saint Louis verhuist. 
Dr. Romano opereert een elfjarig meisje en komt erachter dat zij eigenlijk een jongen is.
Dr. Corday wil graag Halloween vieren met haar vriend dr. Benton. Hij wil dit eigenlijk helemaal niet maar uiteindelijk gaat hij toch verkleed mee. 

## Rolverdeling

### Hoofdrollen
- Anthony Edwards - Dr. Mark Greene
- Yvonne Zima - Rachel Greene
- George Clooney - Dr. Doug Ross
- Noah Wyle - Dr. John Carter
- Eriq La Salle - Dr. Peter Benton
- Laura Innes - Dr. Kerry Weaver
- Alex Kingston - Dr. Elizabeth Corday
- Matthew Glave - Dr. Dale Edson
- Sam Anderson - Dr. Jack Kayson
- Paul McCrane - Dr. Robert Romano
- Gloria Reuben - Jeanie Boulet
- Kellie Martin - Lucy Knight
- Julianna Margulies - verpleegster Carol Hathaway
- Ellen Crawford - verpleegster Lydia Wright
- Conni Marie Brazelton - verpleegster Connie Oligario
- Lily Mariye - verpleegster Lily Jarvik
- Laura Cerón - verpleegster Chuny Marquez
- Gedde Watanabe - verpleger Yosh Takata
- Deezer D - verpleger Malik McGrath
- Montae Russell - ambulancemedewerker Dwight Zadro
- Emily Wagner - ambulancemedewerker Doris Pickman
- Abraham Benrubi - Jerry Markovic
- Kristin Minter - Randi Fronczak
- Lisa Nicole Carson - Carla Reese

### Gastrollen (selectie)
- Sheila Kelley - Coco Robbins
- Julie Bowen - Roxanne Please
- Vince Vieluf -  Bernard Gamely
- Mike Genovese - politieagent Al Grabarsky
- Shannon Cochran - Mrs. Klingman
- Christian Hoff - student geneeskunde
- Brian Leckner - Lloyd
- Jimmie F. Skaggs - Joe Chattarowski
- Philip Casnoff - Dr. Dan Litvak
- Christine Harnos - Jennifer Simon